# Градски дом на културата (Пловдив)
Домът на културата „Борис Христов“ е емблематична за пловдивчани многофункционална сграда за културна дейност, за информационно-образователни събития, за конференции, пресконференции, семинари, изложби, бизнес срещи. 

## История
Домът е построен през 1946 г. като Дом на труда на Общия професионален съюз в наложения по това време сталинистки архитектурен стил със задължителните за стила колонади. Домът става известен с името Профсъюзен дом „Стефан Кираджиев“. След 1989 г. е известен с името Синдикален дом. През 1998 г. с решение на Министерския съвет сградата е предоставена на синдикатите, които предоставят по-късно сградата да се използва за културни дейности от общината.
От 2011 г. въпреки протестите на синдикатите домът носи името на великия оперен певец Борис Христов. След ремонт, продължил 6 години, със стойност на строителните дейности, които възлизат на почти 20 милиона лева, през 2013 г. домът е открит от пловдивския кмет Иван Тотев.
При ремонта е заличен стенопис от 1975 г. на големия пловдивски художник Йоан Левиев. След подета гражданска инициатива за възстановяване на стенописа, пловдивският кмет лично се ангажира с възстановяването му. През 2014 г. след премахване на част от стената, зад която се е предполагало, че е съхранено произведението на изкуството, е установено, че стенописът във фоайето е напълно унищожен.

## База
В сградата се намират:
- Зрителна зала с 522 места, сцена с оркестрина и подвижни коли за декори. Залата е оборудвана с най-съвременна озвучителна техника и средства за художествено осветление. Предвидени са възможности и за допълнително озвучаване, осветление и сценични ефекти. Към гримьорните и местата за подготовка на артистите има съвременни санитарни възли. За вкарване на декори, костюми и техника към сцената има рампа с механичен подемник. Партерното и балконското фоайе към зрителната зала са украсени и освен за изчакване на публиката, могат да се използват и за временни изложби, коктейли и други съпътстващи мероприятия. На партера се намират също и гардероба за публика и билетния център.[5]
- Голямата конферентна зала е обзаведена с модулни маси, допускащи подреждане „кръгла маса“ и други конфигурации, като побира около 100 места. Снабдена е с техника за озвучаване и звукозапис, мултимедия и други технически средства.[5]
- Малката конферентна зала има 60 – 80 места и също се използва за конференции, обучения, презентации на книги, пресконференции и други.[5]

Двете конферентни зали са на първия етаж в предната част на сградата и са оборудвани с кабини за симултантен превод.
На втория етаж в предната част на Дома са разположени
- Камерна зала с възможности за адаптация като кинозала,
- Звукозаписно студио и
- Репетиционна хорова зала.[5]